# Apărătoarea Moșului
Apărătoarea Moșului sau În apărarea lui Moș Crăciun (titlu original: Defending Santa) este un film de Crăciun american din 2013 regizat de Brian Skiba. Rolurile principale au fost interpretate de actorii Dean Cain, John Savage, Jud Tylor și Bill Lewis. Scenariul este scris de George Erschbamer.

## Prezentare
În timp ce investighează furtul unui autovehicul în Ajunul Crăciunului, Scott Hanson, șeriful unui mic oraș renumit ca stațiune de schi, dă peste un Moș Crăciun adormit în zăpada din pădure. După ce petrece aproape un an în comă, Moș Crăciun trebuie să facă față unui  proces juridic pentru a-și apăra identitatea. Ca apărătoare a Moșului din oficiu este frumoasa avocată Sarah, de care șeriful Hanson, tatăl unui copil și văduv, este îndrăgostit.

## Distribuție
- Dean Cain	...	Șerif Scott Hanson
- Jud Tylor	...	Sarah Walker
- John Savage	...	Judecător Willis
- Gary Hudson	...	Robert Nielson
- Eric Scott Woods	...	William
- Bill Lewis	...	Kris Kringle
- Jamie McRae	...	Susan Hanson
- Cooper Barnes	...	Deputy Sam Bryant
- Jodie Sweetin	...	Beth
- Seth Menachem	...	Mark
- Harry Victor	...	Jack
- Nicole Helen	...	Lisa
- Joseph Walsh	...	Primar Joe Jacobs
- Roz Witt	...	Lorraine
- Barry Jenner	...	Harry

## Vezi și
Alte filme în care Moș Crăciun ajunge în fața unei instanțe judecătorești:
- Miracolul din Strada 34 (1947)
- Miracolul de pe Strada 34 (1994)
- Procesul lui Moș Crăciun (2011)